# Ain't No Mountain High Enough
«Ain't No Mountain High Enough» (En castellano, «No hay montaña suficientemente alta») es una canción R&B/soul escrita por Ashford & Simpson en 1966. La composición tuvo un gran éxito como sencillo en 1967, grabado por Marvin Gaye y Tammi Terrell para Tamla; y se convirtió en un hit por segunda vez en 1970, cuando una versión de la misma a cargo de la también artista de Motown Diana Ross la llevó al número 1 de la lista Billboard Hot 100, y fue nominada para un premio Grammy.

## Apariciones en otros medios
La canción aparece también en la película protagonizada por Julia Roberts y Susan Sarandon Quédate a mi lado. Además, se escucha en la parte final de la película The Poker House, protagonizada por Jennifer Lawrence. También aparece en películas como Remember the Titans, con Denzel Washington; en Chicken Little; durante los créditos en Sister Act 2: Back in the Habit, con Whoopi Goldberg; en la película argentina Medianeras durante los créditos, en la película Guardianes de la Galaxia de Marvel y en "La Serpiente de la Luna de los Piratas" de Jean-Louis Jorge.